# 九军将军府
九军将军府，位于中国广东省揭阳市揭东区龙尾镇，为揭阳市揭东区文物保护单位，类型为古建筑，公布时间为1988年。
九军将军府的历史年代为明末。